# Gerbathodes angusta
Gerbathodes angusta là một loài bướm đêm trong họ Noctuidae.